# Ischler Walzer
Der Ischler Walzer  ist ein nachgelassener Walzer von Johann Strauss Sohn ohne Opus-Zahl. Das Werk wurde am 18. November 1900 im Großen Saal des Wiener Musikvereins erstmals aufgeführt.

## Einzelnachweis
1. ↑  Quelle: Englische Version des Booklets (Seite 116) in der 52 CDs umfassenden Gesamtausgabe der Orchesterwerke von Johann Strauß (Sohn), Hrsg. Naxos (Label). Das Werk ist als dritter Titel auf der 45. CD zu hören.